# ایلیجا
ایلیجا (به ترکی استانبولی: Ilıca) یک منطقهٔ مسکونی در ترکیه است که در استان ارزروم واقع شده‌است. ایلیجا ۴۰٬۳۵۰ نفر جمعیت دارد.